# Pawel Dmitrijewitsch Woinarowski

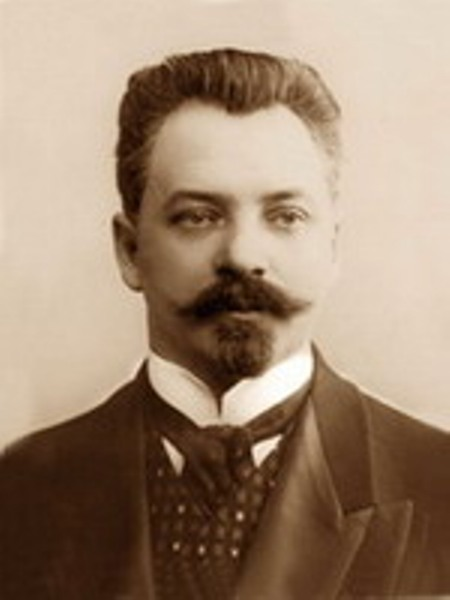
Pawel Dmitrijewitsch Woinarowski

Pawel Dmitrijewitsch Woinarowski (russisch Павел Дмитриевич Войнаровский; * 3. Februarjul. / 15. Februar 1866greg. in Sewastopol; † 13. Junijul. / 26. Juni 1913greg. in St. Petersburg) war ein russischer Elektrotechniker und Hochschullehrer.

## Leben
Woinarowski studierte bis 1886 an der Universität Marseille und dann bis 1890 in St. Petersburg an der Technik-Schule des Posttelegrafenamtes, die 1891 das St. Petersburger Elektrotechnik-Institut (ETI) wurde. Er arbeitete dann als Telegrafie-Ingenieur in Moskau im städtischen Telegrafenamt und wurde schnell als bedeutender Spezialist für Telekommunikation bekannt. Zur weiteren Ausbildung ging er nach Lüttich ans Elektrotechnik-Institut-Montefiore, das er 1895 als Elektroingenieur mit Auszeichnung verließ.
Ab 1891 lehrte er am ETI und ab 1894 auch an der Universität St. Petersburg. 1895 begann er die Planung der Telefonverbindung von St. Petersburg nach Moskau, die dann 1898 hergestellt wurde. 1898 wurde er Professor und Leiter des Lehrstuhls für Elektrotechnik des ETI. Seine Schwerpunkte waren Telefonie, elektrisches Licht, elektrische Messungen und Elektroantriebe. Von großer Bedeutung waren seine Arbeiten zu Problemen der Übertragung elektrischer Energie durch die Luft und durch Kabelleitungen. 1906 wurde er Direktor des ETI. 1912 stellte er als Erster eine Theorie elektrischer Kabel vor. Auch führte er umfangreiche Untersuchungen zum Aufbau von Straßenbahnnetzen durch.

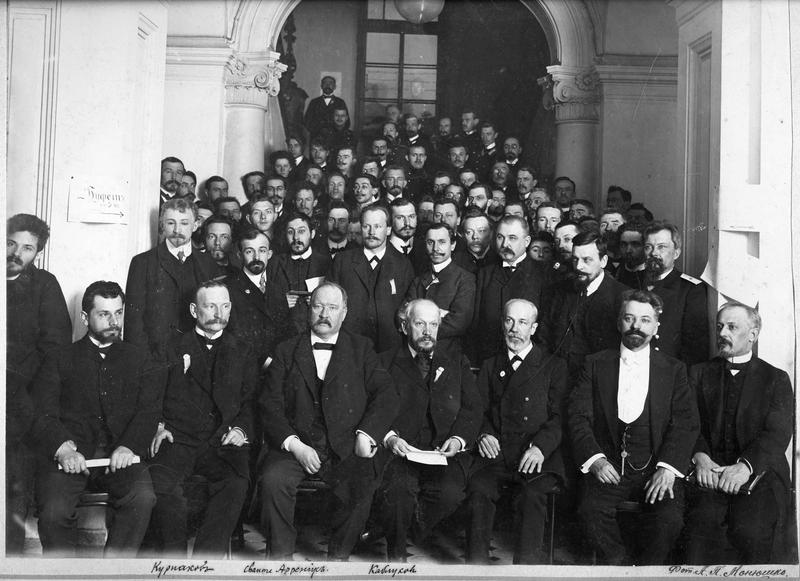
Teilnehmer des 1. Mendelejew-Kongresses, St. Petersburg 1907: N. A. Puschin, N. S. Kurnakow, S. Arrhenius, I. A. Kablukow, A. A. Krakau, P. D. Woinarowski, A. A. Jakowlew (1. Reihe von links)

1906 bei der Stiftung des Popow-Preises des ETI war  Woinarowski Vorsitzender der Preisverleihungskommission, zu der auch A. A. Krakau, P. S. Ossadtschi, N. G. Jegorow und A. A. Petrowski gehörten. 1907 nahm Woinarowski am 1. Mendelejew-Kongress für Allgemeine und Angewandte Chemie des ETI in St. Petersburg teil. Er war Mitglied der Russischen Technik-Gesellschaft, der Eltektrotechnik-Gesellschaft, des ständigen Kometees der Allrussischen Elektrotechnik-Kongresse (1899–1912) und der Gesellschaft der Elektroingenieure (Absolventen des ETI), deren Büro er 1909–1912 leitete. Er nahm an den internationalen Elektrotechnik-Kongressen in Paris (1900), Marseille (1908) und Brüssel (1910) teil. Er beteiligte sich an der Brockhaus-Efron-Enzyklopädie.
Woinarowskis Nachfolger im Amt des ETI-Direktors war Nikolai Bykow. Die Woinarowski-Stiftung für Stipendien und Preise wurde 1913 eingerichtet und existierte bis 1919. Am Laboratorium für theoretische Grundlagen der Elektrotechnik der St. Petersburger Staatlichen Elektrotechnischen Universität wurde 1996 eine Woinarowski-Gedenktafel angebracht.

## Ehrungen
- russischer Sankt-Stanislaus-Orden
- Russischer Orden der Heiligen Anna
- Orden des Heiligen Wladimir